# Кодекс (фильм)
«Кодекс» (англ. Nightmaster) — австралийский молодёжный триллер 1987 года, снятый Марком Джоффом по сценарию Майка МакГеннана. Главную женскую роль в фильме исполнила Николь Кидман. Также фильм известен под названием «Watch The Shadows Dance», что можно перевести как «Ночь танцующих теней». В России картина также выходила под несколькими названиями.

## Сюжет
По ночам Робби и Эйми перевоплощаются из обычных студентов в отважных воинов и, сходясь в поединках, совершенствуют своё мастерство в карате. Стив Бек — профессиональный тренер, и чтобы Робби лучше выступал на соревнованиях, Стив даёт юноше особые наркотики. Дилер Гай Дункан угрожает раскрыть секрет Стива, и тогда мужчина убивает Дункана. Свидетелем преступления становится Робби, и обстоятельства складываются таким образом, что Бек должен избавиться от своего ученика.

## В ролях
- Том Дженнингс — Робби Мэйсон
- Николь Кидман — Эйми Габриэль
- Джоанн Сэмюэль — Соня Спейн
- Винс Мартин — Стив Бек
- Крэйг Пирс — Гай Дункан
- Даг Паркинсон — Пит «Пёрли» Гейтс
- Джереми Шедлоу — Саймон
- Алекс Браун — Генри
- Лоуренс Клиффорд — Брайан Симмонс
- Пол Глисон — Питер Гастингс
- Марк Хеннесси — Алоис Аскью
- Джеймс Лагтон — Тот «Али» Хо
- Кристофер Трасвелл — «Фингерс» Хо
- Терри Брэйди — лейтенант Траут

## Производство
Основные съёмки картины проходили в Сиднее. Премьера состоялась 31 декабря 1986 года. В фильме использованы песни «Down On My Speedway», «Darling It Hurts» и «Stories Of Me» австралийской группы «Paul Kelly & The Coloured Girls» с их альбома «Gossip» 1986 года.

## Отзывы
«Возможно, фильм выглядит как приключенческое кино о ниндзя, но на деле это драма с элементами триллера. […] Основная причина посмотреть этот фильм — праздное любопытство, чтобы узнать, в каких фильмах снимались Николь Кидман и Крэйг Пирс. Как бы там ни было, это типичный представитель подросткового кино своей эпохи, в котором есть всё хорошее и плохое, что ознаменовало эту киноэпоху».

## Выход на видео
Фильм издавался на видеокассетах под названием «Ночной боец». Картина выходила в России на DVD под названием «Ночь танцующих теней» в 2008 и как «Кодекс» в 2011.
В США фильм также издавался на DVD в 2002 году.